# Adonisea scutata
Adonisea scutata är en fjärilsart som beskrevs av Otto Staudinger 1895. Adonisea scutata ingår i släktet Adonisea och familjen nattflyn. Inga underarter finns listade i Catalogue of Life.